# Дарьев, Григорий Никитович
Григорий Никитович Дарьев (20.12.1919 — 19.03.1998) — командир отделения разведывательного взвода 289-го гвардейского стрелкового полка, гвардии сержант.

## Биография
Родился 20 декабря 1919 года в селе Шипка Григориопольского района. Молдаванин. Работал в колхозе.
В Красной Армии с 1939 года. На фронте в Великую Отечественную войну с июня 1941 года.
Командир отделения разведывательного взвода 289-го гвардейского стрелкового полка гвардии сержант Дарьев в ночь на 24 ноября 1944 года, выполняя задание по разведке позиций противника в районе населённых пунктов Курозвенки, Сташув, обнаружил расположения минных полей противников и проходы в них, подполз к вражеской траншее и забросал её гранатами. Захватил «языка». При возвращении с задания был ранен, но продолжал выполнять боевую задачу.
Приказом командира 97-й гвардейской стрелковой дивизии от 29 ноября 1944 года за успешное выполнение заданий командования гвардии сержант Дарьев награждён орденом Славы 3-й степени.
Ночью 5 декабря 1944 года у населённого пункта Яблонице проник во вражескую траншею и захватил в плен гитлеровца, который дал ценные сведения о передислокации войск.
Приказом по 5-й гвардейской армии от 16 января 1945 года гвардии сержант Дарьев награждён орденом Славы 2-й степени.
10 февраля 1945 года близ населённого пункта Швойка, 18 километров юго-восточнее города Бреслау, наступавшие батальоны были встречены сильным огнём противника и залегли. По приказу командира полка разведчики с фланга проникли в населённый пункт и нанесли по фашистам внезапный удар. Гвардии сержант Дарьев во главе отделения первым ворвался на окраину и противотанковой гранатой уничтожил станковый пулемёт с расчётом, бивший из подвала кирпичного дома. Это дало возможность одному из батальонов возобновить атаку. Советские воины ворвались в населённый пункт и овладели им. Дарьев, наступая вместе со стрелками, из автомата скосил девять солдат и офицера противника.
Указом Президиума Верховного Совета СССР от 27 июня 1945 года за мужество, отвагу и героизм, , гвардии сержант Дарьев Григорий Никитович награждён орденом Славы 1-й степени.
В 1946 году гвардии старшина запаса Дарьев вернулся на родину. Работал трактористом, шофёром в колхозе имени Ленина Григориопольского района. Скончался 19 марта 1998 года. Похоронен на сельском кладбище села Шипка Григориопольского района.
Награждён орденами Славы 1-й, 2-й и 3-й степени, Отечественной войны 1-й степени, медалями.